# Filialkirche Irrsdorf

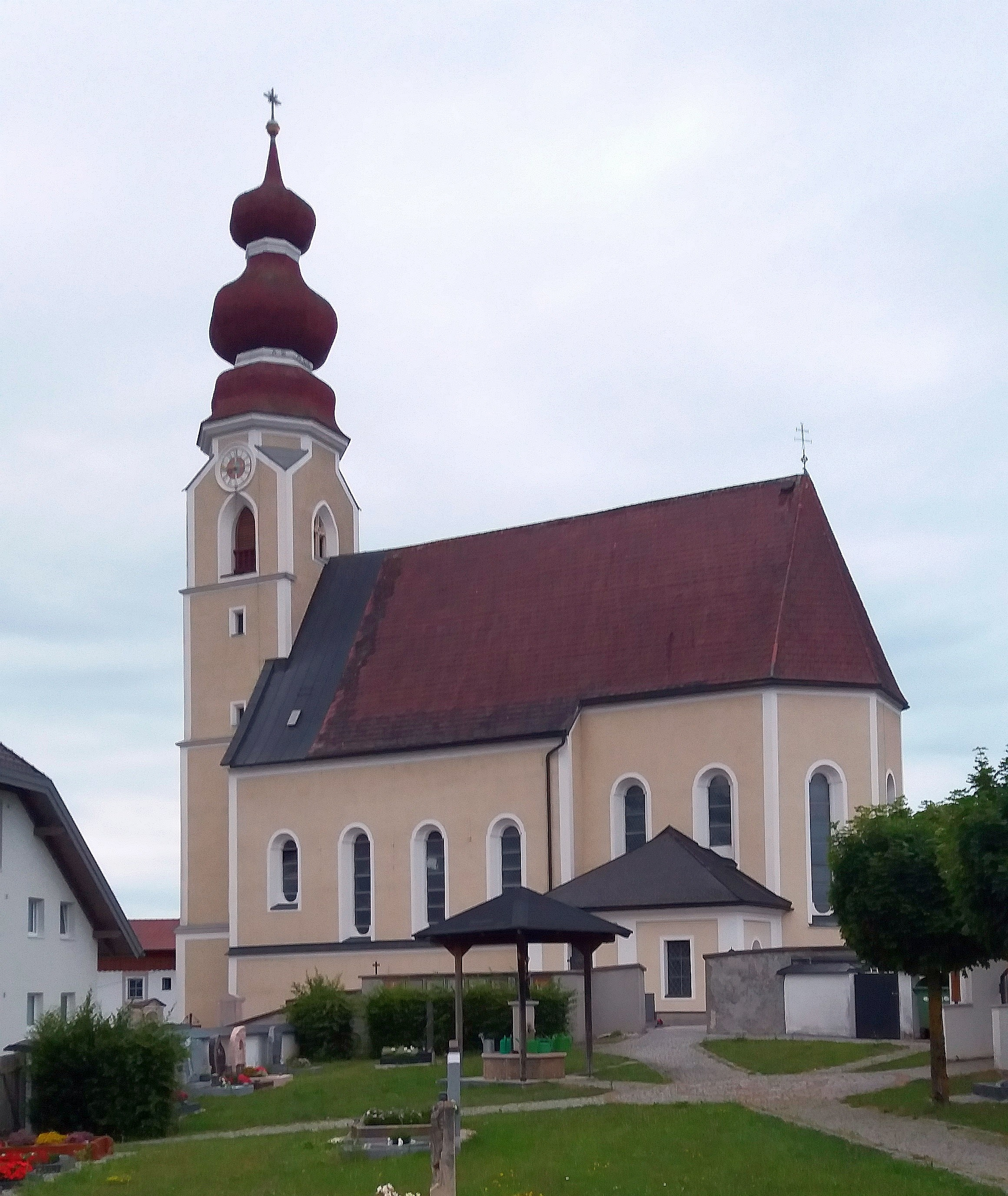

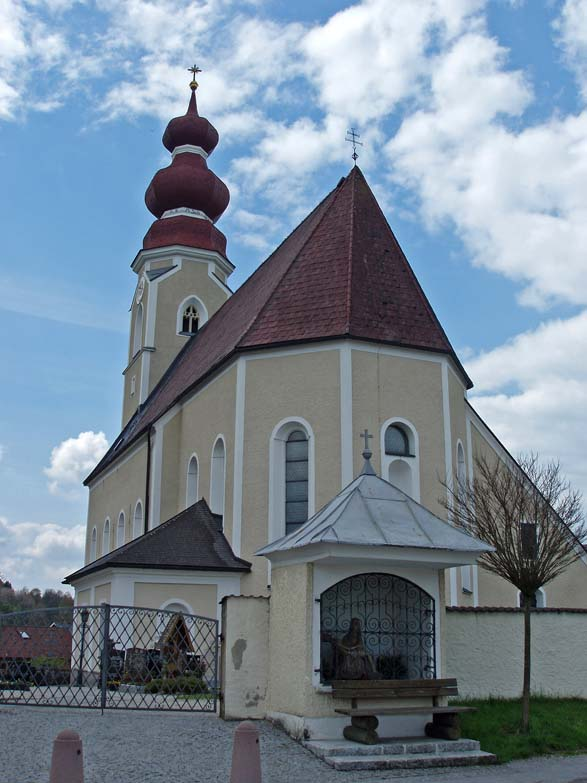

Die Filialkirche Irrsdorf ist eine römisch-katholische Kirche in Irrsdorf im Flachgau, Land Salzburg. Sie gehört zur Pfarre Straßwalchen im Dekanat Köstendorf der Erzdiözese Salzburg. Das Patroziniumsfest wird am 15. August, Mariæ Himmelfahrt, begangen. Das Kirchengebäude steht unter Denkmalschutz (Listeneintrag).

## Geschichte
Irrsdorf wird unter dem Abt des Klosters Mondsees Oportinus bereits im 8. Jahrhundert als Ursisdorf urkundlich genannt, schon damals soll hier eine Kirche bestanden haben. Der jetzige Bau wurde unter Pfarrer Perchtold von Straßwalchen erbaut und am 18. April 1408 geweiht.
Zum Inventar gehörte ursprünglich auch ein Marienaltar (um 1520), von dem insbesondere vier Relieftafeln der Sonntagsseite erhalten sind, die namensgebend für den Meister von Irrsdorf sind.
Zwischen 1684 und 1714 ist die Kirche neu ausgestattet worden. Die Kirche wurde 1928 sowie zwischen 1955 und 1957 renoviert.
Bis in die vorige Jahrhundertwende stand die Kirche weitgehend frei außerhalb des kleinen Bauernortes, noch in den 1950ern war hier der Ortsrand.

## Bau
Die Kirche ist eine hohe einschiffige, gotische Kirche mit einspringendem Chor. Der Turm stammt von 1749.

## Ausstattung

Hochaltar

Kunsthistorisch beachtlich sind die auf 1408 datierten geschnitzten Türflügel mit Darstellungen der Hl. Maria und der Hl. Elisabeth beide schwanger mit entblößten Bäuchen. 
Für den Hochaltar (1682–1684) lieferte Meinrad Guggenbichler das figürliche und ornamentale Schnitzwerk, die Tischlerarbeiten sind von Martin Mayr aus Mondsee, die Fassung besorgte Matthias Wichelhamer, und die beiden Altargemälde stammen von Johann Friedrich Pereth. Guggenbichler schuf für diese Kirche auch einen Großteil der weiteren Ausstattung, so 1689 die Nebenaltäre.
1714 wurde der Altar der Leonhardskapelle geschaffen.
Die Orgel wurde im Jahr 1988 durch Firma Johann Pirchner, Steinach am Brenner, errichtet. Gleich einem Flügelaltar kann der Prospekt mit zwei Flügeltüren verschlossen werden.
In der Kirche befindet sich auch das Grabrelief eines römischen Reiters.

## Friedhof

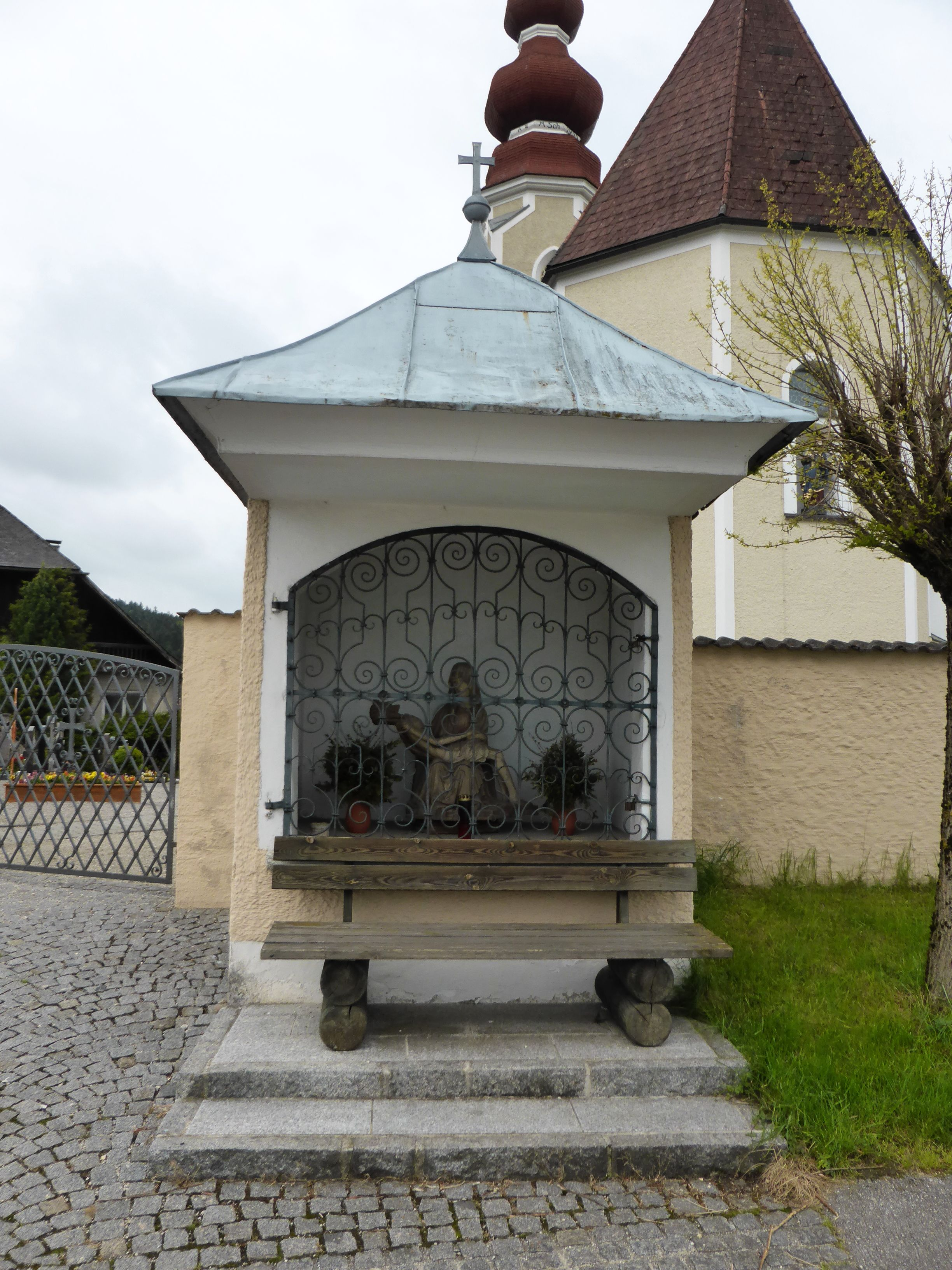
Bildstock mit Pietà (Listeneintrag)
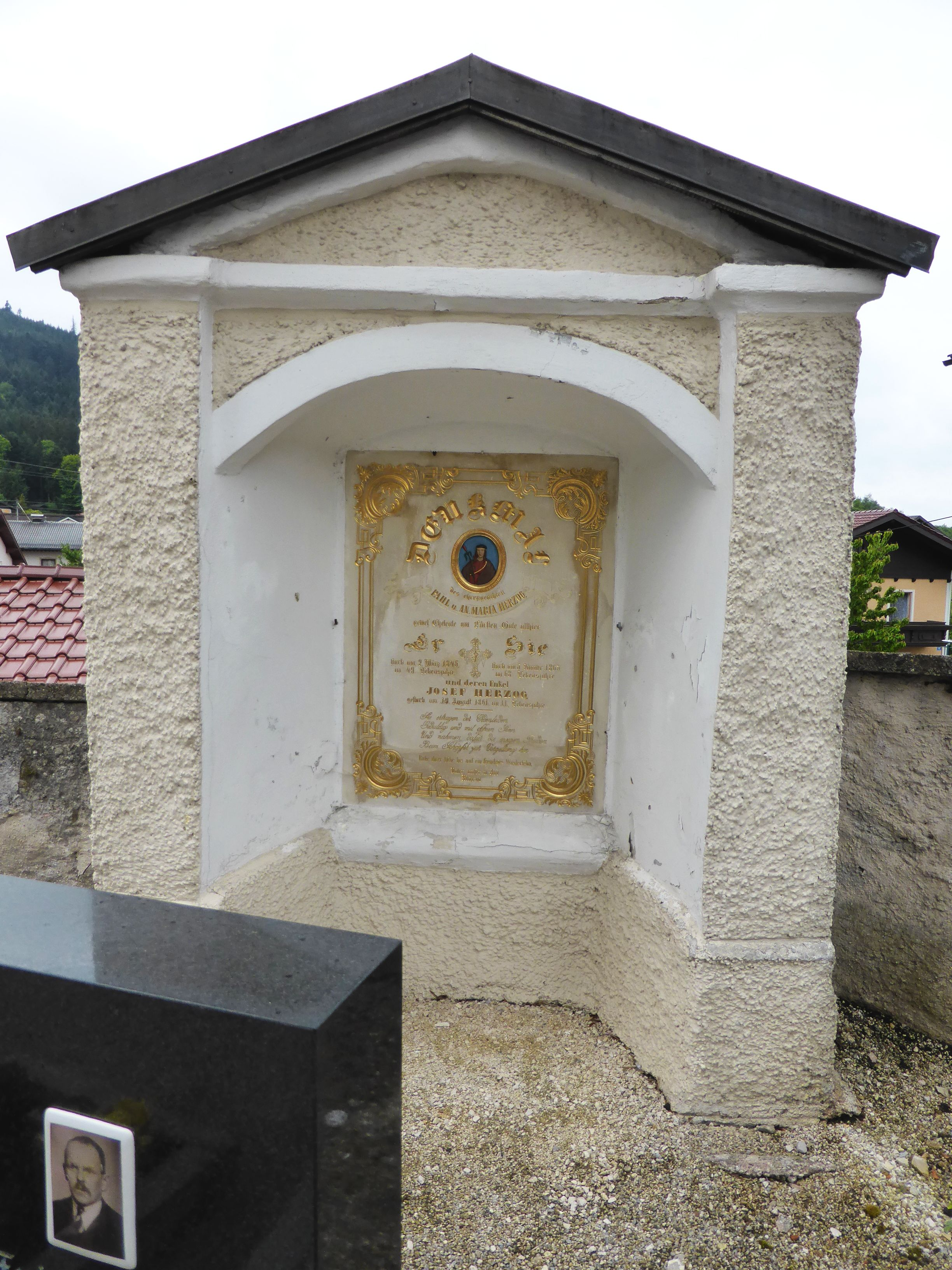
Grabstätte Herzog (Listeneintrag)

Die Kirche ist von einem Friedhof umgeben, der mit einer Mauer eingefasst wird, in ihm befinden sich zwei denkmalgeschützte Bildstöcke. In einem ist eine Pietà zu sehen, er steht gleich beim Friedhofseingang im Südosten, der andere ist westlich der Kirche wie eine Kapellennische in die Friedhofsmauer eingelassen und dient als Grabstätte Herzog.
Unter den Personen, die auf diesem Friedhof ihre letzte Ruhe gefunden haben, befinden sich Karl Merkatz, Frauke Wiegand-Sinjen, Sabine Sinjen, Günther Huber und Reinhard Schwabenitzky.

## Sonstiges
Zur Kirche führt der Arnoweg (Etappe 59 Irrsdorf – Mattsee), Er verbindet wichtige frühe Geschichtsorte des Salzburger Erzbistums.